# Punti (Peureulak)
Punti is een bestuurslaag in het regentschap Aceh Timur van de provincie Atjeh, Indonesië. Punti telt 593 inwoners (volkstelling 2010).